# Нюрюг (присілок)
Нюрюг (рос. Нюрюг) — присілок в Шар'їнському районі Костромської області Російської Федерації.
Населення становить 47 осіб. Входить до складу муніципального утворення Шангське сільське поселення.

## Історія
Від 2007 року входить до складу муніципального утворення Шангське сільське поселення.

## Населення
| 2008 | 2010 | 2014 |
| ---- | ---- | ---- |
| 51   | ↘31  | ↗47  |